# Liste der Biografien/Gag
Liste der Biografien |
Portal Biografien |
Personensuche
# |
A |
B |
C |
D |
E |
F |
G |
H |
I |
J |
K |
L |
M |
N |
O |
P |
Q |
R |
S |
T |
U |
V |
W |
X |
Y |
Z |
?
 
Ga |
Gb |
Gc |
Gd |
Ge |
Gf |
Gh |
Gi |
Gj |
Gk |
Gl |
Gm |
Gn |
Go |
Gp |
Gq |
Gr |
Gs |
Gu |
Gv |
Gw |
Gy |
Gz
 
Gaa |
Gab |
Gac |
Gad |
Gae |
Gaf |
Gag |
Gah |
Gai |
Gaj |
Gak |
Gal |
Gam |
Gan |
Gao |
Gap |
Gaq |
Gar |
Gas |
Gat |
Gau |
Gav |
Gaw |
Gax |
Gay |
Gaz
Die Liste der Biografien führt alle Personen auf, die in der deutschsprachigen Wikipedia einen Artikel haben. Dieses ist eine Teilliste mit 213 Einträgen von Personen, deren Namen mit den Buchstaben „Gag“ beginnt.

## Gag
- Gag, Andrei (* 1991), rumänischer Kugelstoßer
- Gag, Francis (1900–1988), französisch-provenzalischer Schriftsteller und Theaterschauspieler
- Gág, Wanda (1893–1946), amerikanische Künstlerin

### Gaga
- Gaganecz, Jozef (1793–1875), griechisch-katholischer Bischof von Prešov
- Gagarin, Alexander Iwanowitsch (1801–1857), russischer Militär und Generalgouverneur des Kaukasus
- Gagarin, Andrei Petrowitsch (1934–2011), russischer Physiker und Adelsnachkomme
- Gagarin, Grigori Grigorjewitsch (1810–1893), russischer Maler und Architekt
- Gagarin, Juri Alexejewitsch (1934–1968), sowjetischer Kosmonaut und Oberst der sowjetischen LuftstreitkräfteJuri Alexejewitsch Gagarin (1934–1968)

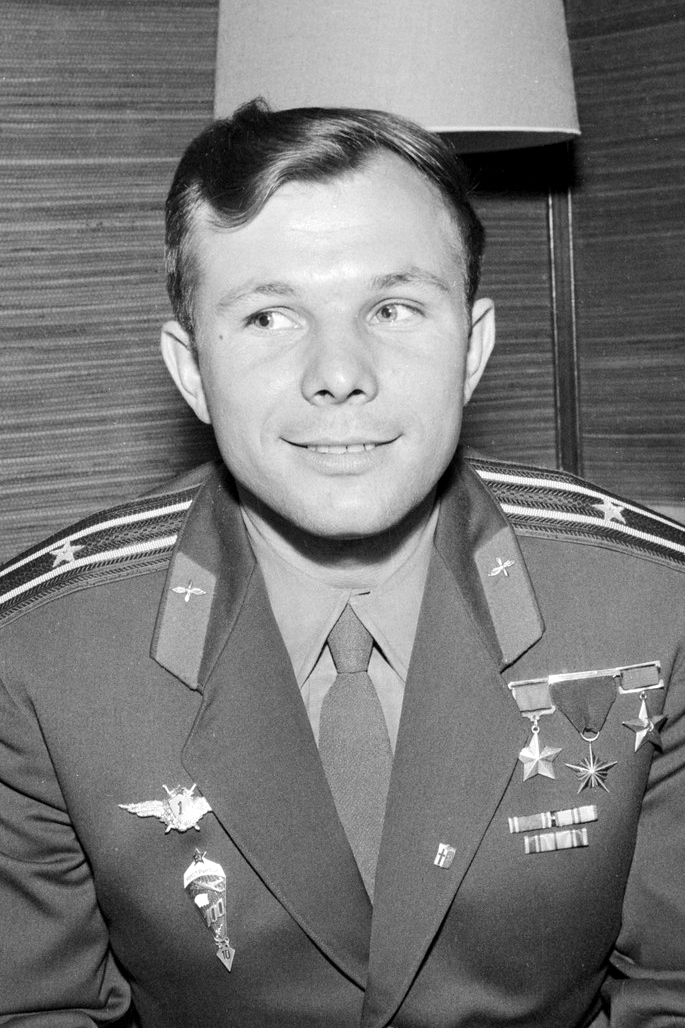
Juri Alexejewitsch Gagarin (1934–1968)

- Gagarin, Matwei Petrowitsch († 1721), russischer Adliger, erster Gouverneur von Sibirien
- Gagarin, Michael (* 1942), US-amerikanischer Altphilologe, Rechtshistoriker und Philosophiehistoriker
- Gagarin, Pawel Pawlowitsch (1789–1872), russischer Politiker, Wirklicher Geheimrat, Vorsitzender des Ministerkomitees und Vizepräsident des Reichsrates
- Gagarina, Jelena Jurjewna (* 1959), sowjetisch-russische Kunsthistorikerin
- Gagarina, Polina Sergejewna (* 1987), russische Sängerin
- Gagarina, Tatjana Alexejewna (1941–1991), sowjetische Bildhauerin und Dichterin

### Gage
- Gage Fry, Cleota (1910–2001), US-amerikanische Mathematikerin, Physikerin und Hochschullehrerin
- Gage, Andrew Thomas (1871–1945), schottischer Botaniker
- Gage, Frances M. (1924–2017), kanadische Bildhauerin
- Gage, Fred H. (* 1950), US-amerikanischer Neurobiologe
- Gage, Henry (1852–1924), US-amerikanischer Politiker
- Gage, Irwin (1939–2018), amerikanischer Pianist
- Gage, Jack R. (1899–1970), US-amerikanischer Politiker
- Gage, Joaquin (* 1973), kanadischer Eishockeytorwart
- Gage, John (1938–2012), britischer Kunsthistoriker
- Gage, Joshua (1763–1831), US-amerikanischer Politiker
- Gage, Kevin (* 1959), US-amerikanischer Schauspieler
- Gage, Lukas (* 1995), amerikanischer Schauspieler
- Gage, Lyman J. (1836–1927), US-amerikanischer Politiker
- Gage, Matilda Joslyn (1826–1898), US-amerikanische Suffragette und MenschenrechtsaktivistinMatilda Joslyn Gage (1826–1898)

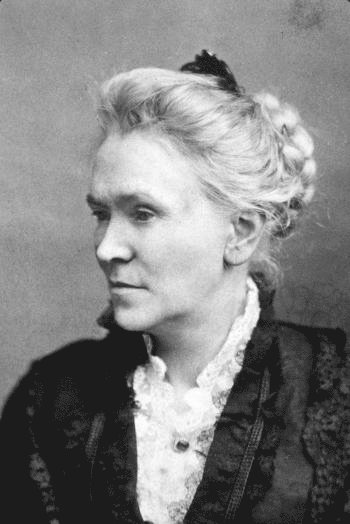
Matilda Joslyn Gage (1826–1898)

- Gage, Nicholas (* 1939), griechisch-amerikanischer Journalist und Schriftsteller
- Gage, Nikolaus, Wandergießer, Glockengießer in Westmecklenburg, Holstein, Dithmarschen und Lübeck
- Gage, Nina (1883–1946), US-amerikanische Krankenschwester und Vereinspräsidentin
- Gage, Patricia (1940–2010), britische Schauspielerin und Synchronsprecherin
- Gage, Phineas (1823–1860), US-amerikanischer Eisenbahner, dessen Verletzung zu Erkenntnissen für die Neurowissenschaft beitrug
- Gage, Russell (* 1996), US-amerikanischer American-Football-Spieler
- Gage, Ryan (* 1983), britischer Schauspieler
- Gage, Thomas († 1656), englischer Geistlicher und Schriftsteller
- Gage, Thomas (1719–1787), britischer General und Oberbefehlshaber britischer Streitkräfte während des Amerikanischen UnabhängigkeitskriegesThomas Gage (1719–1787)

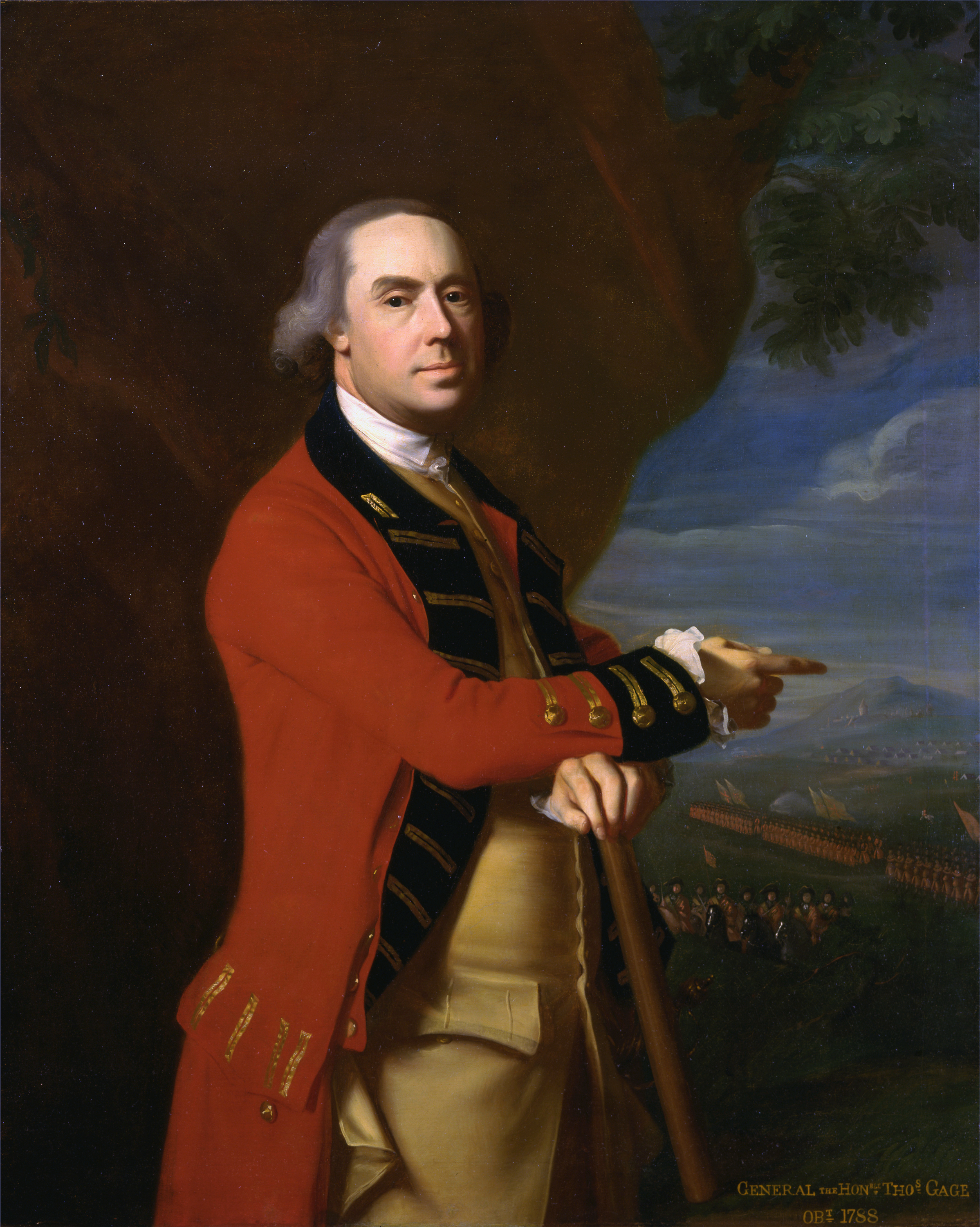
Thomas Gage (1719–1787)

- Gage, Thomas (1781–1820), britischer Botaniker
- Gage, Tom (1943–2010), US-amerikanischer Hammerwerfer
- Gage, William, 2. Viscount Gage (1718–1791), irisch-britischer Adliger und Politiker
- Gageik, Ben (* 1988), deutscher Schauspieler
- Gagel, Alexander (1933–2019), deutscher Jurist
- Gagel, Curt (1865–1927), deutscher Geologe
- Gagel, Ernst (1916–1975), deutscher Gymnasialprofessor und Heimatforscher
- Gagel, Hanna (* 1935), deutsche Kunsthistorikerin und Autorin
- Gagel, Klaus (* 1963), deutscher Politiker (AfD), MdL
- Gagel, Oskar (1899–1978), deutscher Neurologe und Hochschullehrer
- Gagel, Walter (1926–2016), deutscher Politikdidaktiker und Hochschullehrer
- Gageldonk, Nico van (1913–1995), niederländischer Radrennfahrer
- Gagelmann, Peter (* 1968), deutscher FußballschiedsrichterPeter Gagelmann (* 1968)

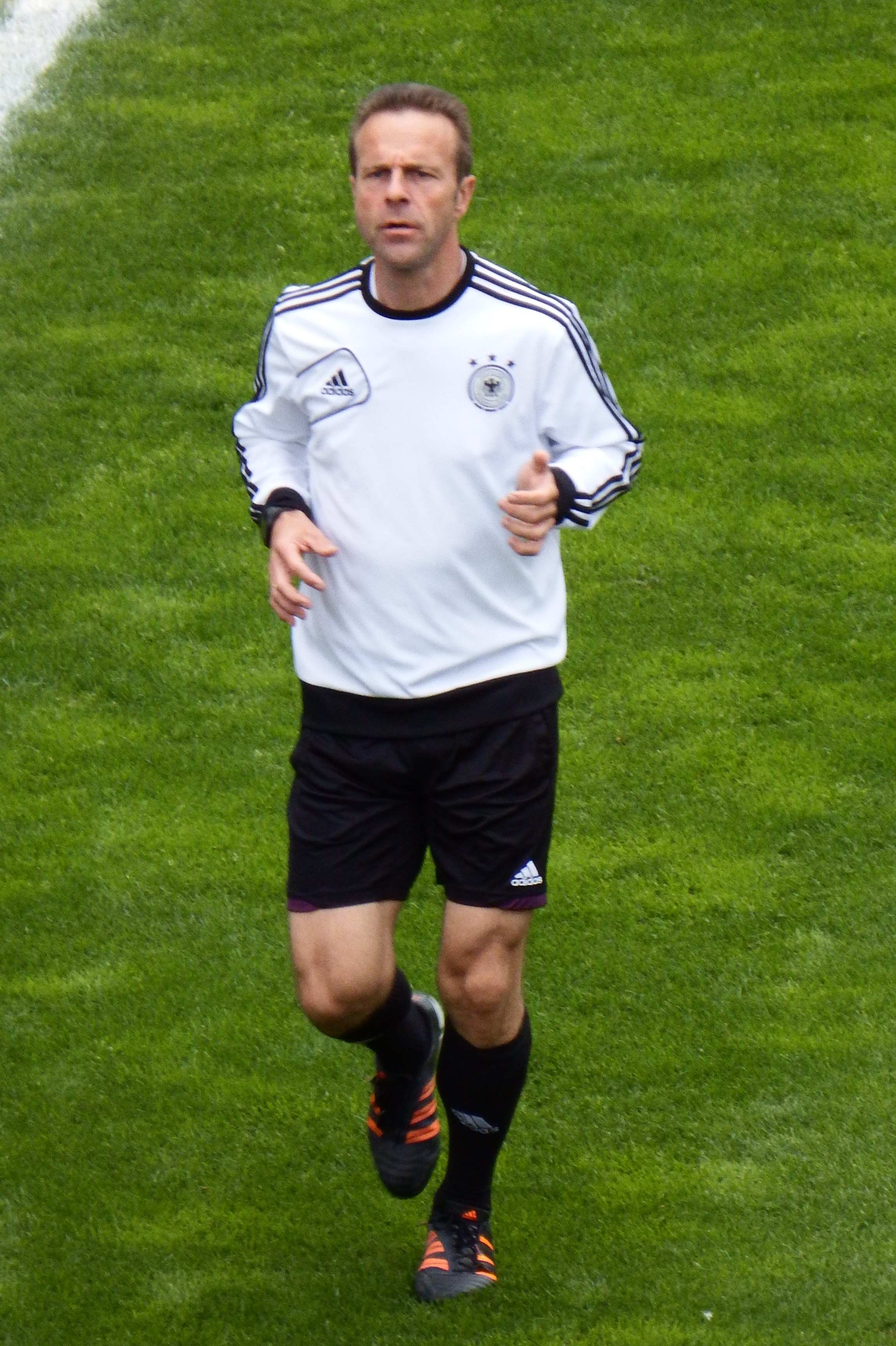
Peter Gagelmann (* 1968)

- Gagelmann, Rolf (1939–2022), deutscher Politiker (CDU)
- Gagen, Nikolai Alexandrowitsch (1895–1969), sowjetischer Offizier
- Gagen, Sheila F. (* 1956), US-amerikanische Komponistin
- Gagen-Torn, Nina (1900–1986), russische Ethnographin, Schriftstellerin und Dichterin
- Gageos, griechischer Töpfer
- Gager, Alfred (1942–2022), österreichischer Fußballspieler
- Gager, Eduard (* 1896), österreichischer Politiker (NSDAP), Landtagsabgeordneter
- Gager, Herbert (* 1969), österreichischer Fußballtrainer
- Gagern, Claudius Mauritius von (1696–1758), Freiherr und Reichsritter, Ortsherr
- Gagern, Dora von (1824–1890), deutsch-österreichische Schriftstellerin und Übersetzerin
- Gagern, Ernst von (1807–1865), deutscher katholischer Priester, Konvertit
- Gagern, Ernst von (1878–1954), deutscher Admiral der Kriegsmarine
- Gagern, Falk von (1912–2000), österreichischer Schriftsteller
- Gagern, Friedrich von (1794–1848), niederländischer General des Deutschen Bundes
- Gagern, Friedrich von (1842–1910), deutscher Gutsbesitzer und Politiker (Zentrum), MdR
- Gagern, Friedrich von (1882–1947), österreichischer Schriftsteller
- Gagern, Hans Christoph Ernst von (1766–1852), Staatsmann und politischer Schriftsteller
- Gagern, Hans Karl Adam von (1774–1846), preußischer Generalleutnant, Kommandant der Festung Minden
- Gagern, Heinrich von (1799–1880), liberaler deutscher Politiker zur Zeit der bürgerlichen MärzrevolutionHeinrich von Gagern (1799–1880)

Heinrich von Gagern (1799–1880)

- Gagern, Heinrich von (1878–1964), deutscher Verwaltungsjurist, Politiker und Landrat
- Gagern, Jürgen von (* 1930), deutscher Architekt
- Gagern, Karl Christoph Gottlieb von (1743–1825), Freiherr und Reichsritter, Offizier und Hofbeamter
- Gagern, Maximilian von (1810–1889), deutsch-österreichischer liberaler Diplomat und Politiker
- Gagern, Maximilian von (1844–1911), hessischer Minister und Gesandter in Berlin und Bevollmächtigter zum Bundesrat
- Gagern, Melina von (* 1978), deutsche Schauspielerin, Sprecherin und Hörfunk-Autorin
- Gagern, Moritz von (1808–1877), Landtagsabgeordneter Herzogtum Nassau
- Gagern-Steidle, Verena von (* 1946), deutsche Fotografin
- Gaget, Jean-Luc (* 1958), französischer Drehbuchautor, Regisseur, Filmeditor und Schauspieler

### Gagg
- Gagg, Gebhard († 1921), Schweizer Maler, Lithograf und Fotograf
- Gaggero, Andrea (1916–1988), italienischer katholischer Priester
- Gaggero, Luigi (* 1976), italienischer Schlagwerker, Zymbalist, Dirigent und Hochschullehrer
- Gaggi, Anthony (1925–1988), US-amerikanischer GangsterAnthony Gaggi (1925–1988)

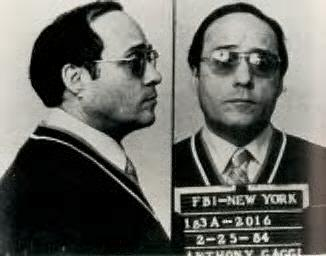
Anthony Gaggi (1925–1988)

- Gaggia, Giacinto (1847–1933), italienischer Geistlicher, Bischof von Brescia
- Gaggini, Antonio († 1536), schweiz-italienischer Bildhauer
- Gaggini, Bernardino († 1560), schweiz-italienischer Bildhauer
- Gaggini, Elia, schweiz-italienischer Bildhauer der Renaissance
- Gaggini, Fazio († 1567), italienischer Bildhauer
- Gaggini, Giacomo (1517–1598), italienischer Bildhauer
- Gaggini, Giovanni († 1517), schweizerisch-italienischer Bildhauer
- Gaggini, Giuseppe (1791–1867), italienischer Bildhauer
- Gaggini, Pace, schweiz-italienischer Bildhauer
- Gaggini, Vincenzo († 1595), italienischer Bildhauer und Marmormosaizist
- Gaggioli, Roberto (* 1962), italienischer Radrennfahrer
- Gaggiotti Richards, Emma (1825–1912), italienische Malerin
- Gaggl, Ali (* 1959), österreichische Jazzsängerin und Komponistin
- Gaggl, Herbert (* 1955), österreichischer Politiker (ÖVP), Abgeordneter zum Kärntner Landtag

### Gagh
- Gaghan, Stephen (* 1965), US-amerikanischer Drehbuchautor und Filmregisseur

### Gagi
- Gagić, Đorđe (* 1990), serbischer Basketballspieler
- Gagik I. (904–937), armenischer Fürst und König von Vaspurakan
- Gagik I. († 1058), König von Kachetien
- Gagik II. († 1079), König von Armenien
- Gagin, Oleg Jurjewitsch (* 1957), russischer Handballspieler und -trainer
- Gagini, Antonello (1478–1536), italienischer Bildhauer
- Gagini, Domenico († 1492), italienischer Bildhauer
- Gagini, Petrus Nicolaas (1745–1811), Schweizer Stuckateur und Zeichner aus dem Kanton Tessin
- Gagiu, Valeriu (1938–2010), sowjetisch-moldauischer Regisseur, Filmproduzent und Drehbuchautor

### Gagl
- Gaglia, Sascha (* 1975), deutscher Romanist
- Gagliano, Christophe (* 1967), französischer Judoka
- Gagliano, Gaetano (* 1884), Mafiaboss in New York
- Gagliano, Marco da (1582–1643), italienischer Komponist
- Gagliano, Michael (* 1985), US-amerikanischer Pokerspieler
- Gaglianone, Daniele (* 1966), italienischer Filmregisseur und Dokumentarfilmer
- Gagliardi, Casey (* 1991), US-amerikanische Schauspielerin, Tänzerin und Model
- Gagliardi, Emmanuelle (* 1976), Schweizer Tennisspielerin
- Gagliardi, Ernst (1882–1940), Schweizer Historiker
- Gagliardi, Guido (1937–1996), italienischer Schauspieler
- Gagliardi, Jo (* 1934), Schweizer Jazzmusiker (Trompete)
- Gagliardi, Laura (* 1968), italienisch-amerikanische ChemikerinLaura Gagliardi (* 1968)

Laura Gagliardi (* 1968)

- Gagliardi, Rosario (1698–1762), italienischer Architekt
- Gagliardi, William (* 1947), US-amerikanischer Jazz-Saxophonist (Alt-, Tenor- und Sopransaxophon)
- Gagliardini, Roberto (* 1994), italienischer Fußballspieler
- Gagliardo, Emilio (1930–2008), italienischer Mathematiker
- Gagliardo, Giovanna (* 1941), italienische Filmregisseurin und Drehbuchautorin
- Gaglio, Michael, US-amerikanischer Schauspieler
- Gaglione, Giacomo (1896–1962), italienischer katholischer Ehrwürdiger Diener Gottes
- Gaglo, Isaac Jogues Agbémenya Kodjo (* 1958), togoischer Geistlicher und römisch-katholischer Bischof von Aného
- Gaglojew, Alan (* 1981), südossetischer Politiker und MilitärAlan Gaglojew (* 1981)

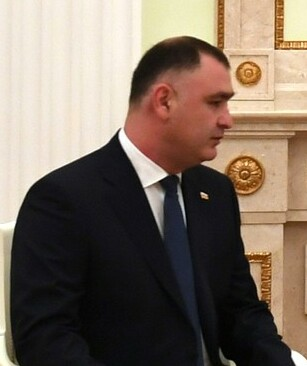
Alan Gaglojew (* 1981)

### Gagn
- Gagna, Gaspare Giuseppe (1686–1755), piemontesischer Jesuit und Seminarrektor
- Gagna, Pietro Maurizio (1689–1744), römisch-katholischer Bischof
- Gagnaire, Jean-Louis (* 1956), französischer Politiker, Mitglied der Nationalversammlung
- Gagnaire, Pierre (* 1950), französischer Koch der Nouvelle Cuisine
- Gagnan, Émile (1900–1984), französischer Ingenieur
- Gagnaux, Louis (1851–1921), Schweizer Politiker
- Gagné, Hélène (* 1950), kanadische Cellistin und Musikpädagogin
- Gagne, Leslie (1908–1962), kanadischer Skispringer
- Gagne, Norman (1911–1986), kanadischer Skispringer
- Gagné, Richard (* 1954), kanadischer Organist
- Gagné, Robert (1916–2002), US-amerikanischer Psychologe und Pädagoge
- Gagné, Simon (* 1980), kanadischer Eishockeyspieler
- Gagne, Verne (1926–2015), US-amerikanischer WrestlerVerne Gagne (1926–2015)

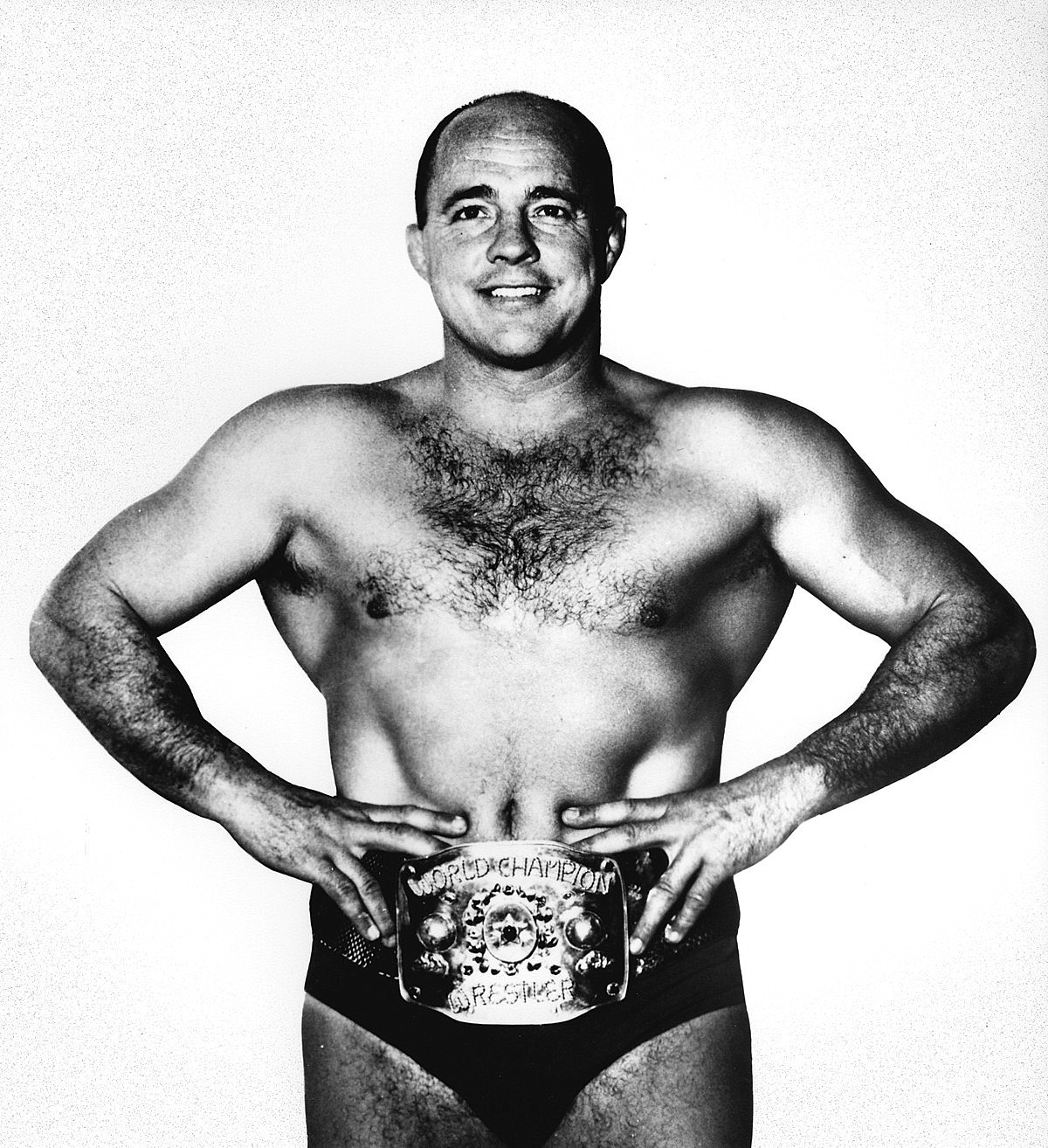
Verne Gagne (1926–2015)

- Gagnebet, Marie Rosaire (1904–1983), französischer katholischer Theologe
- Gagnebin, Abraham (1707–1800), Schweizer Mediziner und Naturforscher
- Gagnebin, Daniel (1917–1998), Schweizer Diplomat
- Gagnebin, Henri (1886–1977), Schweizer Komponist
- Gagnebin, Sebastián (* 1990), uruguayischer Fußballspieler
- Gagnepain, François (1866–1952), französischer Botaniker
- Gagner, Dave (* 1964), kanadischer Eishockeyspieler und -trainer
- Gagner, Sam (* 1989), kanadischer Eishockeyspieler
- Gagnér, Sten (1921–2000), schwedischer Rechtshistoriker
- Gagneux, Georgette (1907–1931), französische Sprinterin, Weitspringerin und Kugelstoßerin
- Gagnidse, Luka (* 2003), georgischer Fußballspieler
- Gagnidze, Nugesha (* 1966), georgische Germanistin und Übersetzerin
- Gagnier, Armand (1895–1952), kanadischer Klarinettist und Dirigent
- Gagnier, Claire (1924–2022), kanadische Opernsängerin (Sopran)
- Gagnier, Ernest (1898–1931), kanadischer Cellist und Oboist
- Gagnier, Ève (1930–1984), kanadische Sopranistin und Schauspielerin
- Gagnier, Gérald (1926–1961), kanadischer Komponist, Trompeter und Kapellmeister
- Gagnier, Guillaume (1890–1962), kanadischer Hornist und Kontrabassist
- Gagnier, Holly (* 1958), US-amerikanische Schauspielerin
- Gagnier, Jean-Josaphat (1885–1949), kanadischer Dirigent und Komponist
- Gagnier, Joseph (1854–1919), kanadischer Klarinettist und Musikpädagoge
- Gagnier, Lucien (1900–1956), kanadischer Flötist
- Gagnier, Réal (1905–1984), kanadischer Oboist und Musikpädagoge
- Gagnier, René (1892–1951), kanadischer Komponist, Dirigent, Violinist und Euphoniumspieler
- Gagnier, Roland (1905–1975), kanadischer Fagottist und Musikpädagoge
- Gagnier, Vincent (* 1993), kanadischer Freestyle-Skier
- Gagnière, Claude (1928–2003), französischer Autor
- Gagno, Riccardo (* 1997), italienischer Fußballtorhüter
- Gagnol, Alain (* 1967), französischer Regisseur
- Gagnon, Aaron (* 1986), kanadischer Eishockeyspieler
- Gagnon, Alain (1938–2017), kanadischer Komponist und Musikpädagoge
- Gagnon, André (1936–2020), kanadischer Komponist, Pianist, Dirigent und Schauspieler
- Gagnon, Aurore (1909–1920), kanadisches Opfer von Kindesmissbrauch
- Gagnon, Clarence (1881–1942), kanadischer Maler
- Gagnon, Claudia (* 1998), kanadische Shorttrackerin
- Gagnon, Édouard (1918–2007), kanadischer Kurienkardinal der römisch-katholischen Kirche
- Gagnon, Ernest (1834–1915), kanadischer Folklorist, Musikpädagoge, Organist, Komponist und Autor
- Gagnon, Francesca (* 1957), kanadische Sängerin und Theaterschauspielerin
- Gagnon, Gustave (1842–1930), kanadischer Organist, Musikpädagoge und Komponist
- Gagnon, Henri (1887–1961), kanadischer Organist, Komponist und Musikpädagoge
- Gagnon, Hubert (1947–2020), kanadischer Schauspieler und Synchronsprecher
- Gagnon, Jean (1941–2016), kanadischer Geistlicher, römisch-katholischer Bischof von Gaspé
- Gagnon, John (1931–2016), US-amerikanischer Soziologe und Sexologe
- Gagnon, Joseph-Roméo (1903–1970), kanadischer Geistlicher, römisch-katholischer Bischof von Edmundston
- Gagnon, Liliane (* 2002), kanadische Skilangläuferin
- Gagnon, Luc (* 1973), kanadischer Westernreiter
- Gagnon, Marc (* 1975), kanadischer Shorttracker
- Gagnon, Marc-Antoine (* 1991), kanadischer Freestyle-Skisportler
- Gagnon, Marie-Michèle (* 1989), kanadische Skirennläuferin
- Gagnon, Michel-Joseph-Gérard (1933–2004), kanadischer Geistlicher, katholischer Bischof
- Gagnon, Onésime (1888–1961), kanadischer Politiker, Vizegouverneur von Québec
- Gagnon, Pierce (* 2005), US-amerikanischer SchauspielerPierce Gagnon (* 2005)

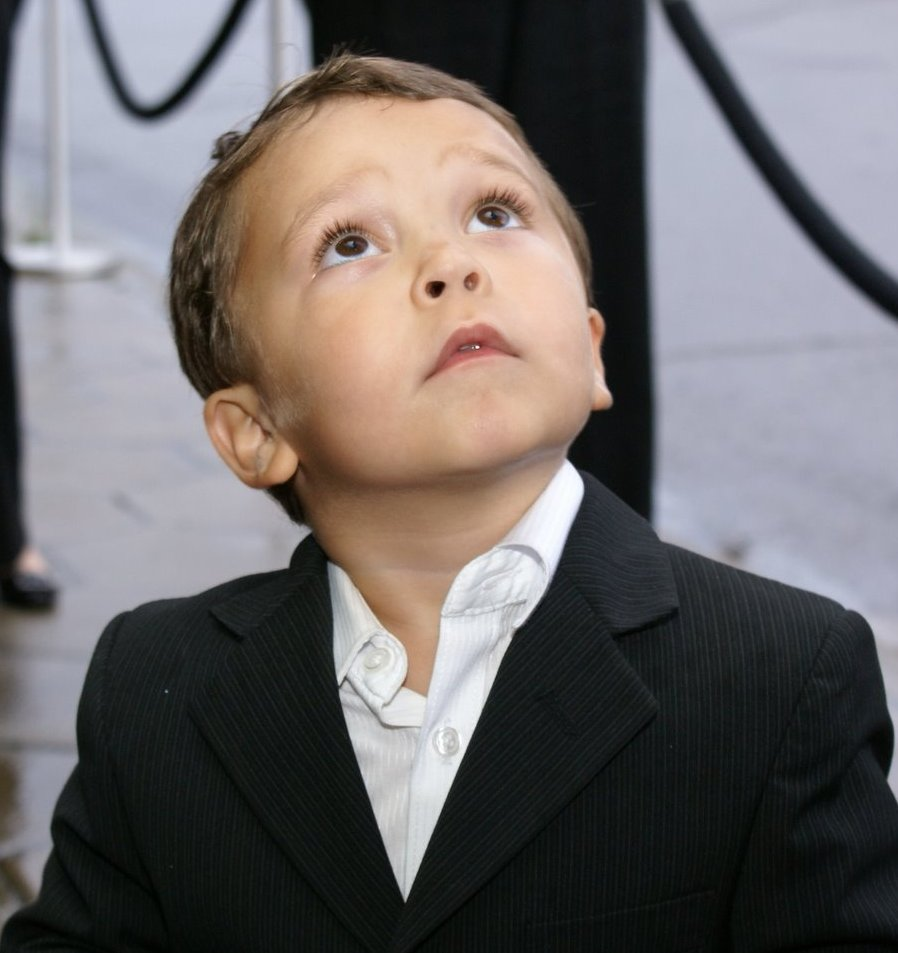
Pierce Gagnon (* 2005)

- Gagnon, Rene (1925–1979), US-amerikanischer Soldat des Zweiten Weltkriegs
- Gagnon, Richard Joseph (* 1948), kanadischer Geistlicher, römisch-katholischer Erzbischof von Winnipeg
- Gagnon, Robert A. J. (* 1958), US-amerikanischer Theologe, Neutestamentler, Autor über Homosexualität und die Bibel
- Gagnon, Sean (* 1973), kanadischer Eishockeyspieler
- Gagnon-Laparé, Jérémy (* 1995), kanadischer Fußballspieler
- Gagnor, Giuseppe Pietro (1884–1964), italienischer römisch-katholischer Ordensgeistlicher, Bischof von Alessandris

### Gago
- Gago, André (* 1964), portugiesischer Schauspieler und Autor
- Gago, Fernando (* 1986), argentinischer FußballspielerFernando Gago (* 1986)

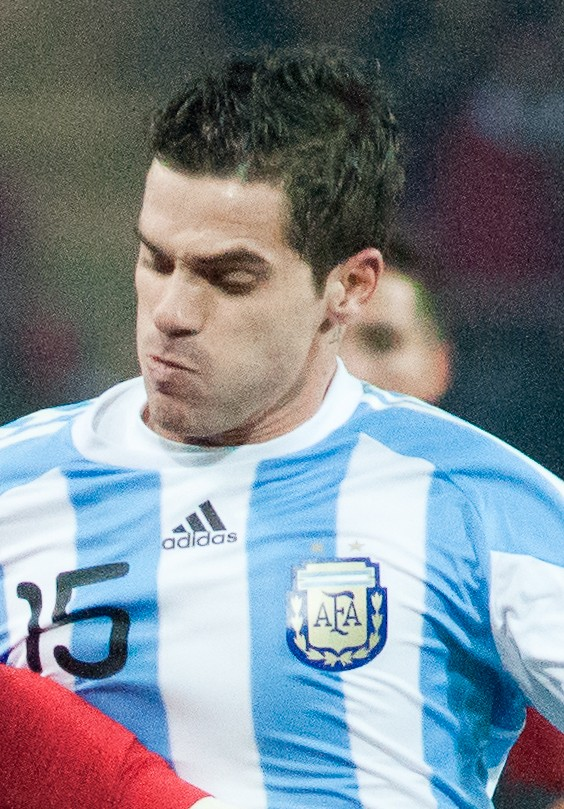
Fernando Gago (* 1986)

- Gago, Jenny (* 1953), US-amerikanische Schauspielerin peruanischer Abstammung
- Gago, Kelly (* 1999), französische Fußballspielerin
- Gago, Mariano (1948–2015), portugiesischer Ingenieur, Physiker und Politiker
- Gągor, Franciszek (1951–2010), polnischer General, Oberbefehlshaber der Polnischen Streitkräfte
- Gagoschidse, Tamari (* 2003), georgische Tennisspielerin
- Gagosian, Larry (* 1945), US-amerikanischer Kunsthändler

### Gagu
- Gaguenetti, Hervé (* 1967), französischer Gitarrist des Gypsy Jazz
- Gaguenetti, Ritary (* 1978), französischer Gitarrist des Gypsy-Jazz
- Gaguin, Robert (1433–1501), französischer Humanist, Generalminister der Trinitarier
- Gagulić, Pavo (* 1974), kroatischer Politiker
- Gagulija, Gennadi (1948–2018), abchasischer Politiker
- Gagunaschwili, Merab (* 1985), georgischer Schachspieler
- Gagut, Luisa Dmitrijewna (* 1949), russische Politikerin (LDPR)